# أنتوني براون (كرة سلة)
أنتوني براون (بالإنجليزية: Anthony Brown)‏ مواليد 10 أكتوبر 1992 في بيلفلاوير، هو لاعب كرة سلة محترف أمريكي بدأ مسيرته الاحترافية في سنة 2015 حيث تم اختياره من قبل فريق لوس أنجلوس ليكرز خلال الدرافت، يلعب مع فريق لوس أنجلوس ليكرز في الرابطة الوطنية لكرة السلة ويحمل الرقم 3. يبلغ طوله 6 قدم 7 بوصة (2.0 م).

## إحصائيات المسيرة

### الموسم الاعتيادي
| السنة   | الفريق           | لعب | بدأ | دقيقة | ميداني% | ثلاثية | حرة  | ارتداد | صنع | استلاب | تصدي | نقطة |
| ------- | ---------------- | --- | --- | ----- | ------- | ------ | ---- | ------ | --- | ------ | ---- | ---- |
| 2015–16 | لوس أنجلوس ليكرز | 29  | 11  | 20.7  | .310    | .286   | .850 | 2.4    | .7  | .5     | .2   | 4.0  |
| المسيرة | المسيرة          | 29  | 11  | 20.7  | .310    | .286   | .850 | 2.4    | .7  | .5     | .2   | 4.0  |

## روابط خارجية
- أنتوني براون على موقع الاتحاد الدولي لكرة السلة (الإنجليزية)
- أنتوني براون على موقع الدوري الأوروبي لكرة السلة (الإنجليزية)
- أنتوني براون على موقع إن بي أي (الإنجليزية)
- أنتوني براون على موقع سبورتس رفرنس (الإنجليزية)
- أنتوني براون على موقع الدوري الإسباني لكرة السلة (الإسبانية)
- أنتوني براون على موقع كرة السلة الأوروبية.كوم (الإنجليزية)
- أنتوني براون على موقع إي إس بي إن.كوم (الإنجليزية)
- أنتوني براون على موقع كلية كرة السلة في سبورتس رفرنس.كوم (الإنجليزية)
- أنتوني براون على موقع ريلجم (الإنجليزية)
- أنتوني براون على موقع بروبوليرز (الإنجليزية)